# Taxon Lazarus

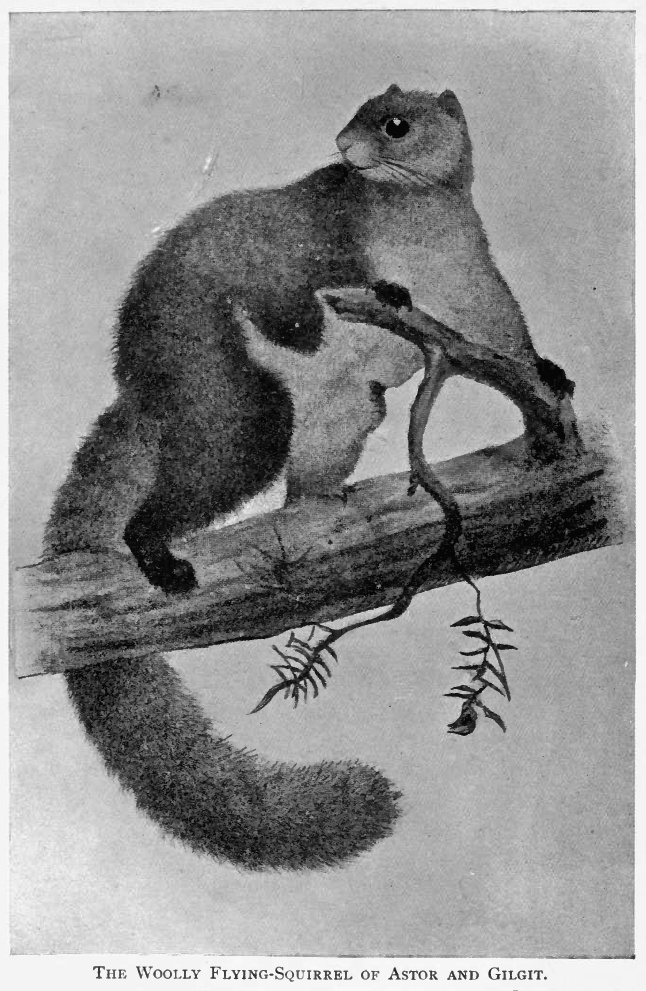
Esquilo-voador, um exemplo de espécie táxon Lazarus

Táxon Lazarus (ou Lazarus taxon em inglês) é o fenômeno paleontólogo em que certas espécies animais ou vegetais já consideradas extintas reaparecem.
O nome, Lazarus, provém do personagem bíblico Lázaro que, já morto, foi ressuscitado por Jesus Cristo. Logo após a redescoberta, o estado de conservação da espécie é crítico, por isso, geralmente, se extinguem completamente pouco tempo depois do "Táxon Lazarus".

## Espécies Reencontradas

### Listagem da IUCN
- Plantas
  - Eriogonom truncatum - considerado extinto em 1935 foi redescoberto em 2005.
- Invertebrados
  - Driloleirus americanus - considerado extinto na década de 80, redescoberto em 2006.
- Anfíbios
  - Atelopus ebenoides marinkellei - considerado extinto em 1995, e redescoberto em 2006.
- Répteis
  - Gallotia auaritae - considerada extinta desde 1500, foi redescoberta em 2007.
- Mamíferos
  - Atopogale cubanus - acreditava-se que estava extinto até a redescoberta de espécimes vivos em 2003.
- Aves
  - Celeus obrieni - considerado extinto depois que nenhum espécime foi encontrado desde sua descoberta em 1926, foi redescoberto em 2006.

### Táxons fósseis

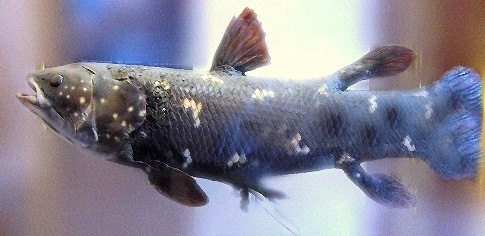
Celacanto

- Celecanto (Latimeria chalumnae) considerado extinto há 80 milhões de anos foi descoberto em 1938.
- Rato-da-pedra-laociano (Laonastes aenigmaticus), membro da família Diatomyidae, que se acreditava estar extinta há 11 milhões de anos, foi encontrado em 1996 e classificado em 2005.
- Gracilidris, gênero de formiga que se acreditava ter se extinguido há 15-20 milhões de anos foi encontrada no Paraguai, Brasil e Argentina e descrita em 2006.